# 劍町
劍町（日语：／ Tsurugi chō */?）是位於日本德島縣西北部的町。境內約85%的面積被林野覆蓋，南部為丸笹山等位於劍山國定公園周邊的山岳，當地人口集中在流經北部邊界的的吉野川沿岸。目前劍町與周邊的美馬市與東三好町等地區形成觀光圈，並計畫以觀光為中心進行地方振興。

## 地理
劍町南部坐落著塔丸、矢筈山、丸笹山與黒笠山等海拔超過1500公尺的險峻山岳，皆位於劍山國定公園的劍山周圍。貞光川與半田川由南往北流經町内，並在北邊注入吉野川。

### 氣候
當地整體上屬於瀨戶內海式氣候。劍町的年均溫為15.6℃，年降雨量則為1589毫米，平原與山區的溫度具有差異。

## 人口
| 劍町人口分布圖 |                                             |  |
| 劍町與日本全國年齡別人口分布比較圖 （2005年資料） | 劍町的年齡、男女別人口分布圖 （2005年資料） |  |
| ■紫色是劍町 ■綠色是全国 | ■藍色是男性 ■紅色是女性                     |  |
| 劍町人口變化 \| 1970年 \| 23,310人 \| \| \| 1975年 \| 20,310人 \| \| \| 1980年 \| 18,857人 \| \| \| 1985年 \| 17,341人 \| \| \| 1990年 \| 15,794人 \| \| \| 1995年 \| 14,614人 \| \| \| 2000年 \| 13,100人 \| \| \| 2005年 \| 11,722人 \| \| \| 2010年 \| 10,490人 \| \| \| 2015年 \| 8,927人 \| \| \| 2020年 \| 7,715人 \| \| |                                             |  |
| 資料來源：日本總務省統計中心提供之人口普查數據 |                                             |  |
| 1970年 | 23,310人                                    |  |
| 1975年 | 20,310人                                    |  |
| 1980年 | 18,857人                                    |  |
| 1985年 | 17,341人                                    |  |
| 1990年 | 15,794人                                    |  |
| 1995年 | 14,614人                                    |  |
| 2000年 | 13,100人                                    |  |
| 2005年 | 11,722人                                    |  |
| 2010年 | 10,490人                                    |  |
| 2015年 | 8,927人                                     |  |
| 2020年 | 7,715人                                     |  |

## 歷史
劍町的平原地區曾發掘出許多繩紋時代的遺物，推測當地在古時便有人類定居。山區地帶則在古時被認為是大和朝廷掌管祭祀的阿波忌部氏的神域。町內的半田地區在江戶時代後期作為半田漆器與半田素麵的生產地，貞光地區則是菸葉的貨物集中地，並且是當時德島縣内的商業地帶之一。

### 年表
- 1889年10月1日：實施町村制，現在的轄區在當時分屬：美馬郡半田奧山村、半田村、貞光村、端山村、一宇村（日语：一宇村）。
- 1907年11月1日：貞光村改制為貞光町（日语：貞光町）。
- 1916年11月3日：半田村改制為半田町（日语：半田町_(徳島県)）。
- 1917年7月4日：半田奧山村改名為八千代村。
- 1956年9月30日：
  - 半田町和八千代村合併為新設置的半田町。
  - 貞光町和端山村合併為新設置的貞光町。
- 2005年3月1日：半田町、貞光町、一宇村合併為劍町。[4]

### 變遷表
| 1889年10月1日 | 1889年 - 1926年       | 1926年 - 1954年       | 1955年 - 1988年            | 1989年 - 現在           | 現在                    |
| ------------- | --------------------- | --------------------- | -------------------------- | ----------------------- | ----------------------- |
| 半田奧山村    | 1917年7月4日 八千代村 | 1917年7月4日 八千代村 | 1956年3月30日 合併為半田町 | 2005年3月1日 合併為劍町 | 2005年3月1日 合併為劍町 |
| 半田村        | 1916年11月3日 半田町  | 1916年11月3日 半田町  | 1956年3月30日 合併為半田町 | 2005年3月1日 合併為劍町 | 2005年3月1日 合併為劍町 |
| 貞光村        | 1907年11月1日 貞光町  | 1907年11月1日 貞光町  | 1956年3月30日 合併為貞光町 | 2005年3月1日 合併為劍町 | 2005年3月1日 合併為劍町 |
| 端山村        |                       |                       | 1956年3月30日 合併為貞光町 | 2005年3月1日 合併為劍町 | 2005年3月1日 合併為劍町 |
| 一宇村        |                       |                       |                            | 2005年3月1日 合併為劍町 | 2005年3月1日 合併為劍町 |

## 交通

### 鐵路
- 四國旅客鐵道
  - 德島線：（東三好町） - 阿波半田站 - 貞光站 - （美馬市）

## 觀光資源
- 舊永井家庄屋屋敷
- 土釜（一宇峽）
- 鳴瀑布（一宇峽）
- 土土呂瀑布

## 教育
高等學校
- 德島縣立劍高等學校（日语：徳島県立つるぎ高等学校）

## 本地出身之名人
- 前田半田：日本畫家
- 逢坂藍水：歌人
- 山元八郎：職業釣魚師
- 柏尾馬之助：北辰一刀流劍豪，曾參與倒幕運動。
- 谷哲也：職業棒球選手

## 外部連結
- （日語） 劍町商工會（页面存档备份，存于）
- （日語） 美馬郡合併協議會
- （日語） 劍山觀光推進協議會（页面存档备份，存于）